# Nicole Mitchell (musicien)
Pour les articles homonymes, voir Nicole Mitchell et Mitchell.
Nicole Mitchell (née le 17 février 1967 à Syracuse, New York) est une flûtiste de jazz américaine, ancienne présidente de l'Association for the Advancement of Creative Musicians (AACM).